# Beloit (Ohio)
Beloit – wieś w USA, w stanie Ohio, w hrabstwie Mahoning.
Liczba mieszkańców w 2000 roku wynosiła 1024.